# 蓬塔拉薩 (佛羅里達州)
蓬塔拉薩（英語：Punta Rassa）是位於美國佛羅里達州李縣的一個人口普查指定地區。

## 地理
蓬塔拉薩的座標為26°31′00″N 82°00′00″W / 26.51667°N 82.00000°W，而該地最高點為海拔高度1米（即3英尺）。

## 人口
根據2010年美國人口普查的數據，蓬塔拉薩的面積為11.60平方千米，當中陸地面積為6.10平方千米，而水域面積為5.50平方千米。當地共有人口1750人，而人口密度為每平方千米150人。